# エンプロ (芸能プロダクション)
株式会社エンプロ（英文社名；ENPRO inc.）は、東京都渋谷区に本社を置く日本の芸能プロダクション。旧社名は「エンタテイメント・プロダクツ株式会社」。

## 沿革・概要
- 1998年12月、「株式会社ENプロ」として、東京都渋谷区神宮前6-29-4 原宿こみやビル8Fに設立[2]。後に、同ビル7Fに移転[3]。
- 2005年5月、東京都渋谷区神宮前4-32-12 ニューウェーブ原宿4Fに事務所を移転。
- 2005年9月2日、株式会社フィットとタレントマネジメント事業を統合し、フィットは「株式会社フィットワン」に社名変更すると発表。また、「今後の株式会社ENプロは、フィットワン所属タレントの著作権管理をはじめ、数多くのアーティストの著作権管理など、広大なエンターテイメント事業における諸々のコンテンツホルダーとなるべく業務を行います。」と発表した。以後、ENプロのホームページはフィットワンへ転送される仕様に変更された。
- 2008年1月、社名を「エンタテイメント・プロダクツ株式会社」に変更し、ホームページが再開。
- 2010年7月、社名変更後初となる、乙葉と上原歩が所属タレントとしてホームページに掲載される。
- 2018年3月、社名を「株式会社エンプロ」に変更し、ホームページがリニューアル
- 2024年3月、フィットなどと共に破産した[1][4]。

## 所属タレント
2024年3月時点
- 村方乃々佳
- 松島かのん
- 依田華澄
- 松本恵舞
- 城間麗良
- 搗宮姫奈
- 柾木玲弥
- 設楽乃愛

## かつて所属していたタレント
- Our Love to Stay
- 猪狩賢二
- 上原歩
- 内田なお
- 岡本真来
- 乙葉
- 河西りえ
- 響野夏子
- 佐藤寛子
- 徳武梨奈
- 畑田亜希
- 星井七瀬
- 松井涼子
- 松田直樹
- 松永有紗
- Ruppina+

## 関連会社
- フィット